# Филип Ернст Александер фон дер Шуленбург-Емден
Филип Ернст Александер фон дер Шуленбург (на немски: Philipp Ernst Alexander, Graf von der Schulenburg; * 27 януари 1762, Бремерфьорде, Долна Саксония; † 17 октомври 1820, Емден/Алтенхаузен, Анхалт) е граф от клон „Бялата линия“ на род „фон дер Шуленбург“, от 1798 г. граф в Емден, част от Алтенхаузен, Анхалт, и пруски политик.

## Биография
Той е най-големият син на хановерския генерал-майор граф Александер Якоб фон дер Шуленбург (1710 – 1775) и съпругата му фрайин Еренгард Мария София фон дер Шуленбург (1737 – 1786), дъщеря на фрайхер Георг Ернст фон дер Шуленбург (1704 – 1765) и Доротея Сузана фон дер Шуленбург (1704 – 1767), дъщеря на Даниел Лудолф фон дер Шуленбург (1667 – 1741) и Йохана Сузана фон Дизкау (1674/1679 – 1736). Брат е на народния представител Август Карл Якоб фон дер Шуленбург (1764 – 1838) и граф Леополд (1769 – 1826).
В края на 15 век графовете фон дер Шуленбург-Алтенхаузен получават рицарското имение Емден, което остава тяхна собственост до национализацията през септември 1945 г.
Шуленбург-Емден учи във военното училище в Берлин и влиза в пруската армия в Залцведел. Участва в окупацията на Нидерландия през 1787 г. и след това е господар в Емден. Заедно с двамата му братя Август и Леополд той е издигнат от пруския крал Фридрих Вилхелм III на 6 юли 1798 г. на пруски граф.
Шуленбург-Емден е депутат на прелата на Магдебург и рицар на бъдещото Кралство Вестфалия и преговаря за конституцията на Кралство Вестфалия през август и септември 1807 г. в Париж и Фонтенбло. От 1807 до 1812 г. е префект на „Департамент Елба“. От 2 юни 1808 до 8 май 1812 г. е член на имперските съсловия на Кралство Вестфалия. От 8 май 1812 до октомври 1813 г. е държавен съветник в Касел, след това се връща обратно в Емден. От януари 1814 г. той е председател на „комисията за образование и облекло на отбраната“.
Филип Ернст Александер страда накрая от дълбока меланхолия и се застрелва сам на 58 години на 17 октомври 1820 г. в Емден.

## Фамилия
Филип Ернст Александер се жени на 31 юли 1789 г. в Айхенбарлебен за Каролина Ернестина Фридерика фон Алвенслебен (* 18 юни 1766, Айхенбарлебен; † 9 март 1856, Потсдам), дъщеря на Гебхард XXVIII фон Алвенслебен (1734 – 1801) и Йохана Каролина фон Алвенслебен (1746 – 1787), внучка на Йоахим Лудолф фон Алвенслебен (1661 – 1730), дъщеря на майор Йохан Фридрих IV фон Алвенслебен (1698 – 1752) и Вилхелмина Ернестина Луиза фон Ерлах (1722 – 1756). Те имат децата:
- Гебхард Александер Вилхелм Албрехт (1790 – 1808)
- Едуард Ернст Фридрих Карл (* 9 януари 1792, Емден, Анхалт; † 18 май 1871, Франценсбад), политик, женен на 9 януари 1830 г. във Франкфурт на Майн за фрайин Аделхайд фон дер Рек (* 3 октомври 1807, Берлин; † 27 март 1891, Емден), дъщеря на фрайхер Карл фон дер Рек (1773 – 1851) и Луиза фон Ингерслебен (1784 – 1849).
- Херман Ото Лудвиг Карл (* 4 декември 1794; † 1860), пруски генерал-лейтенант, женен на 25 януари 1815 г. за Августа Вилхелмина Хенриета Фердинандина фон Айкщет (* 4 септември 1796; † 1860)
- Хермина (1796 – 1846), омъжена на 4 септември 1823 г. за Лудвиг фон Масов (1794 – 1859), камерхер и таен съветник
- Армгард (* 12 януари 1799; † 1883), омъжена на 4 юни 1822 г. за граф Фридрих Албрехт фон дер Шуленбург (* 18 юни 1772; † 1853), внук на генерал-лейтенант Адолф Фридрих фон дер Шуленбург (1685 – 1741) и син на граф Албрехт Лудвиг фон дер Шуленбург (1741 – 1784) и Августа фон Щамер (1751 – 1809)